# Strela (foguete)

O foguete Strela.

O veículo de lançamento Strela, em russo Стрела que significa Seta, é um foguete, convertido do míssil UR-100NU, usado para lançar satélites em órbita. O seu voo inaugural ocorreu em 5 de Dezembro de 2003.

## Histórico de lançamento
| Voo | Data                  | Carga                     | Resultado | Notas                      |
| --- | --------------------- | ------------------------- | --------- | -------------------------- |
| 1   | 5 de dezembro de 2003 | Gruzomaket (Kondor-E GVM) | Sucesso   | Primeiro voo de um Strela. |
| 2   | 27 de junho de 2013   | Kosmos 2487 (Kondor #1)   | Sucesso   |                            |
| 3   | 19 de dezembro 2014   | Kondor-E 1 (Kondor #2)    | Sucesso   |                            |